# نهر سانين
نهر سانين هو نهر في جنوب مقاطعة جاوة الشرقية، جزيرة جاوة، إندونيسيا، على بعد حوالي 800 كم شرق العاصمة جاكرتا.

## جغرافية
يتدفق النهر في المنطقة الجنوبية الشرقية من جاوة مع مناخ رياح موسمية غالبًا (يُعرف باسم Am في تصنيف مناخ كوبن - جيجر)  متوسط درجة الحرارة السنوي في المنطقة هو 22 °C. أكثر شهور دفئًا هو شهر أكتوبر، حيث يبلغ متوسط درجة الحرارة حوالي 23 درجة °C ، والأبرد هو فبراير، عند 21 °C. يبلغ متوسط هطول الأمطار السنوي 2511 مم. الشهر الأكثر رطوبة هو شهر يناير، بمتوسط 498 ملم هطول الأمطار، وأكثر الشهور جفافًا هو أغسطس / آب، مع 33 مم الأمطار.
| مخطط المناخ Sanen River | مخطط المناخ Sanen River | مخطط المناخ Sanen River | مخطط المناخ Sanen River | مخطط المناخ Sanen River | مخطط المناخ Sanen River | مخطط المناخ Sanen River | مخطط المناخ Sanen River | مخطط المناخ Sanen River | مخطط المناخ Sanen River | مخطط المناخ Sanen River | مخطط المناخ Sanen River |
| --- | ----------------------- | ----------------------- | ----------------------- | ----------------------- | ----------------------- | ----------------------- | ----------------------- | ----------------------- | ----------------------- | ----------------------- | ----------------------- |
| 01 | 02                      | 03                      | 04                      | 05                      | 06                      | 07                      | 08                      | 09                      | 10                      | 11                      | 12                      |
| 498 23 20 | 287 22 20               | 318 22 21               | 211 23 21               | 147 25 20               | 105 24 20               | 115 24 20               | 33 25 19                | 37 26 19                | 78 26 20                | 261 25 19               | 421 24 19               |
| متوسط درجة-الحرارة °س مجاميع الهطل مم |                         |                         |                         |                         |                         |                         |                         |                         |                         |                         |                         |
| بالوحدات الإنكليزية \| 01 \| 02 \| 03 \| 04 \| 05 \| 06 \| 07 \| 08 \| 09 \| 10 \| 11 \| 12 \| \| 20 73 68 \| 11 72 68 \| 13 72 70 \| 8.3 73 70 \| 5.8 77 68 \| 4.1 75 68 \| 4.5 75 68 \| 1.3 77 66 \| 1.5 79 66 \| 3.1 79 68 \| 10 77 66 \| 17 75 66 \| \| متوسط درجة-الحرارة °ف مجاميع الهطول ″ \| \| \| \| \| \| \| \| \| \| \| \| |                         |                         |                         |                         |                         |                         |                         |                         |                         |                         |                         |
| 01 | 02                      | 03                      | 04                      | 05                      | 06                      | 07                      | 08                      | 09                      | 10                      | 11                      | 12                      |
| 20 73 68 | 11 72 68                | 13 72 70                | 8.3 73 70               | 5.8 77 68               | 4.1 75 68               | 4.5 75 68               | 1.3 77 66               | 1.5 79 66               | 3.1 79 68               | 10 77 66                | 17 75 66                |
| متوسط درجة-الحرارة °ف مجاميع الهطول ″ |                         |                         |                         |                         |                         |                         |                         |                         |                         |                         |                         |